# Pleudihen-sur-Rance
Pleudihen-sur-Rance [plødijɛ̃ syʁ ʁɑ̃s] est une commune française, située dans le département des Côtes-d'Armor en région Bretagne.

## Géographie
Les roches de la région appartiennent au cycle cadomien.
| La Ville-ès-Nonais Ille-et-Vilaine | Châteauneuf-d'Ille-et-Vilaine Ille-et-Vilaine |                                          |
| Plouër-sur-Rance La Rance          | Pleudihen-sur-Rance                           | Miniac-Morvan Ille-et-Vilaine            |
| La Vicomté-sur-Rance               | Saint-Hélen                                   | Saint-Pierre-de-Plesguen Ille-et-Vilaine |

### Hydrographie
Pour un article plus général, voir Réseau hydrographique des Côtes-d'Armor.
La commune est située dans le bassin Loire-Bretagne. Elle est drainée par le ruisseau de Coëtquen,.
Le ruisseau de Coëtquen traverse la commune du sud vers le nord. D'une longueur de 17 km, il prend sa source dans l'étang de la Chenaie, entre Saint-Pierre et Saint-Solen. Il longe la forêt de Coëtquen à l'est. Après avoir traversé plusieurs étangs, il passe au Val Hervelin, près de la grotte de la statue de la Vierge, s'engouffre dans  la vallée du Val Hervelin, passe aux Rouchiviers, dans le bois de la Tougeais, sous un pont quelque peu en aval de l'Hôpital, au Pont Pée, au Chêne d'Œuc, puis il serpente dans la roselière du Pont de Cieux. Arrivé là, il passe dans le domaine maritime et se mélange avec la Rance et la Manche qui remontent là avec la marée. Il passe à La Gravelle, aux Villes Morvues, à la Miou, aux Bas Champs, à la Coquenais. Il se jette alors dans la Rance en amont du pont Saint-Jean-Saint Hubert. 

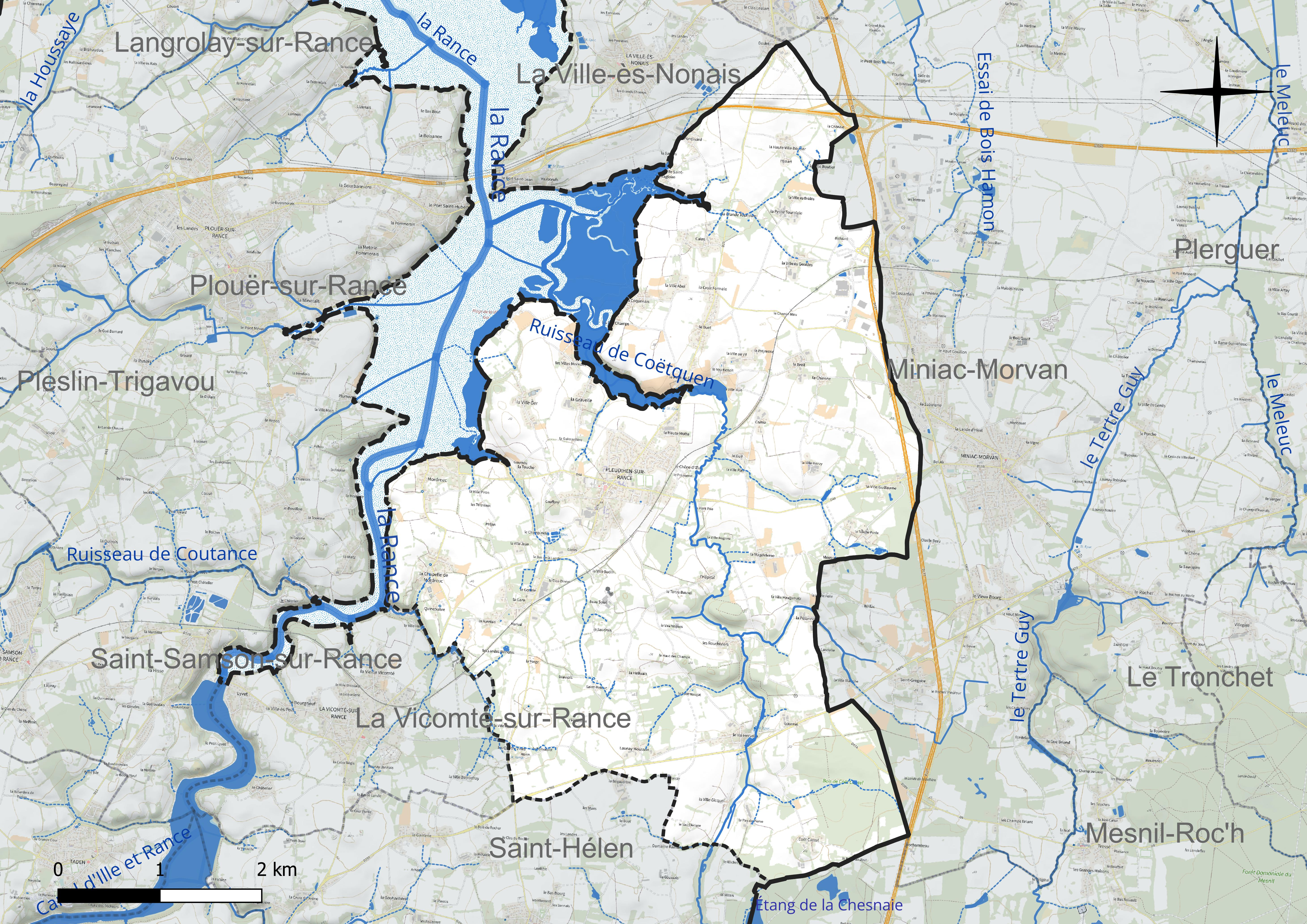
Réseau hydrographique de Pleudihen-sur-Rance.

### Villages, hameaux, écarts, lieux-dits
- Le Val Hervelin ; l'Hôpital ; les Villes Morvues ; la Gravelle ; le Pont de Cieux ; la Ville Abel ; la Croix Fermale ; la Coquenais ; le Buet ; les Bas Champs ; la Chienne ; la Ville Hue ; la Haute Motte ; la Touche ; Carma ; la Ville Hervy ; le Grand Gué ; le Petit Gué ; la Ville Pian ; Garos ; Quincoubre ; Gournou ; Pellan ; la Ville Jean ; la Furetais ; la Gare ; Marival ; les Forges ; Beauvais ; les Quatre Villes ; le Breil ; Cains ; Saint-Meleuc ; l'Hôstellerie ; Mordreuc ; la Chapelle de Mordreuc ; Morin ; le Pommeret ; la Helluais ; Launay Mousson ; la Saudrais ; Beau-Soleil ; le Tertre Busnel ; le Tertre ; le Vau Nogues ; le Pont Pée ; le Haut des Champs ; le Pont Hougat ; Lourmel ; la Ville Blanche ; la Pétonnière ; la Ville Hautgomatz ; Mousson ; Pontlivard ; la Chapelle Saint-Magloire ; la Ville Boutier ; la Haute Ville Boutier ; le Chêne d'Œuc ; la Petite Tourniole ; la Grande Tourniole ; la Ville Es Genilles ; la Ville au Vif ; la Ville Régnier ; la Magdeleine ; les Rouchiviers ; la Ville Ger - Coet-Cantel.

On notera que le village de Mordreuc est un lieu touristique de la région en raison de son port entouré de maisons anciennes ainsi qu'un phoque approchant régulièrement la plage durant les années 2010.

### Climat
Pour des articles plus généraux, voir Climat de la Bretagne et Climat des Côtes-d'Armor.
En 2010, le climat de la commune est de type climat océanique franc, selon une étude du CNRS s'appuyant sur une série de données couvrant la période 1971-2000. En 2020, Météo-France publie une typologie des climats de la France métropolitaine dans laquelle la commune est exposée à un climat océanique et est dans la région climatique  Bretagne orientale et méridionale, Pays nantais, Vendée, caractérisée par une faible pluviométrie en été et une bonne insolation. Parallèlement l'observatoire de l'environnement en Bretagne publie en 2020 un zonage climatique de la région Bretagne, s'appuyant sur des données de Météo-France de 2009. La commune est, selon ce zonage, dans la zone « Intérieur », exposée à un climat médian, à dominante océanique.  
Pour la période 1971-2000, la température annuelle moyenne est de 11,5 °C, avec une amplitude thermique annuelle de 11,9 °C. Le cumul annuel moyen de précipitations est de 696 mm, avec 11,4 jours de précipitations en janvier et 6,4 jours en juillet. Pour la période 1991-2020, la température moyenne annuelle observée sur la station météorologique la plus proche, située sur la commune de Pleurtuit à 11 km à vol d'oiseau, est de 11,9 °C et le cumul annuel moyen de précipitations est de 752,0 mm,. Pour l'avenir, les paramètres climatiques de la commune estimés pour 2050 selon différents scénarios d'émission de gaz à effet de serre sont consultables sur un site dédié publié par Météo-France en novembre 2022.

## Urbanisme

### Typologie
Au 1er janvier 2024, Pleudihen-sur-Rance est catégorisée commune rurale à habitat dispersé, selon la nouvelle grille communale de densité à 7 niveaux définie par l'Insee en 2022.
Elle est située hors unité urbaine. Par ailleurs la commune fait partie de l'aire d'attraction de Saint-Malo, dont elle est une commune de la couronne,. Cette aire, qui regroupe 35 communes, est catégorisée dans les aires de 50 000 à moins de 200 000 habitants,.
La commune, bordée par la Manche, est également une commune littorale au sens de la loi du 3 janvier 1986, dite loi littoral. Des dispositions spécifiques d’urbanisme s’y appliquent dès lors afin de préserver les espaces naturels, les sites, les paysages et l’équilibre écologique du littoral, tel le principe d'inconstructibilité, en dehors des espaces urbanisés, sur la bande littorale des 100 mètres, ou plus si le plan local d’urbanisme le prévoit.

### Occupation des sols

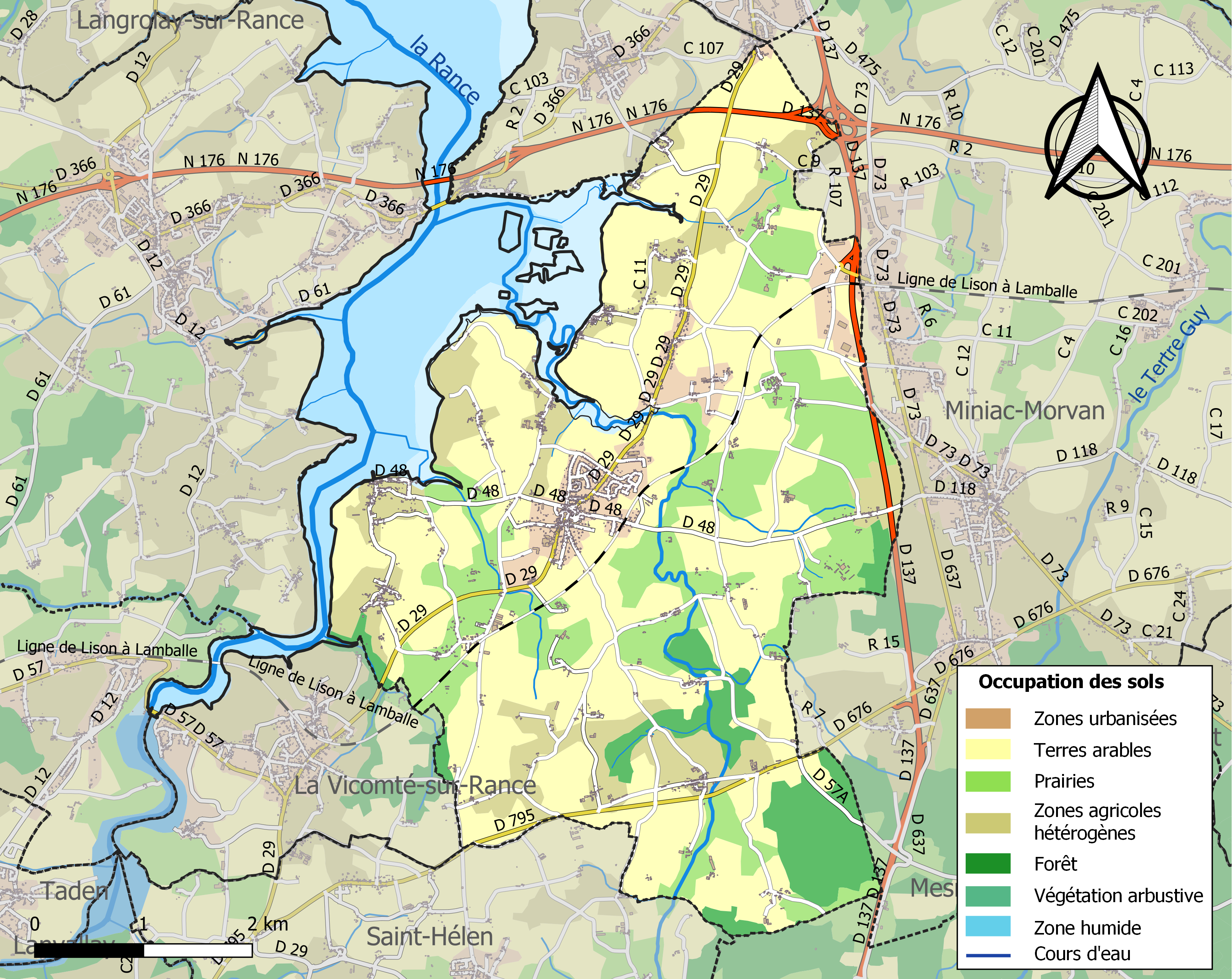
Carte des infrastructures et de l'occupation des sols de la commune en 2018 (CLC).

L'occupation des sols de la commune, telle qu'elle ressort de la base de données européenne d’occupation biophysique des sols Corine Land Cover (CLC), est marquée par l'importance des territoires agricoles (85,8 % en 2018), en diminution par rapport à 1990 (88,9 %). La répartition détaillée en 2018 est la suivante : 
terres arables (50,9 %), prairies (20,6 %), zones agricoles hétérogènes (14,3 %), forêts (7,5 %), zones urbanisées (5 %), zones industrielles ou commerciales et réseaux de communication (1,2 %), zones humides côtières (0,5 %). L'évolution de l’occupation des sols de la commune et de ses infrastructures peut être observée sur les différentes représentations cartographiques du territoire : la carte de Cassini (XVIIIe siècle), la carte d'état-major (1820-1866) et les cartes ou photos aériennes de l'IGN pour la période actuelle (1950 à aujourd'hui).

## Toponymie
Le nom de la localité est attesté sous les formes Parochia de Pludihen en 1246, 1272 et en 1277, Pludihen vers 1330 et en 1363, Pludihan en 1371, Pleudihen en 1513.
Pleudihen-sur-Rance vient du breton ploe (paroisse) et de Tihen (un obscur saint breton). On peut penser qu'il fut supplanté par saint Guihen, abbé de Dol au XIe siècle.

## Histoire

### Moyen Âge
La paroisse de Pleudihen faisait partie du doyenné de Dol relevant de l'évêché de Dol et était sous le vocable de Notre-Dame. Elle avait comme trève La Vicomté-sur-Rance.

### XIIIesiècle-XVesiècle
Au début du XIIIe siècle, Mathilde, Dame de Landal avait échangé les dîmes d'Épinac à Jean Ier, abbé de l'abbaye Notre-Dame du Tronchet contre celles de Pleudihen que ce dernier céda en juillet 1244 au chapitre de Dol. Les dîmes de la paroisse sont au bénéfice de l'abbaye du Tronchet dans les Déclarations de 1685 et de 1790. Le bailliage du Breil dépend également de l'abbaye.
En 1246, le même abbé abandonne la terre de Val-Hervelin à Thomas de Rochefort, contre les dîmes de Saint-Suliac. Cette même année d'après un acte en vieux français dressé par Robert Hervé, sénéchal d'Henri d'Avaugour, seigneur de Dinan, Agnès, fille de Guillaume de Coëtquen et épouse de Geoffroy Le Blanc, vend à l'abbaye du Tronchet tout ce qu'elle possède à Pleudihen. En 1286, les moines et Jean-Marie de Caim, fils de Pierre-Marie, trouvent un accord au sujet de deux pièces de terre au hameau de Cains. Bonabe la Bégasse fonda en 1379 le prieuré dit de Saint-Lunaire, puis dit prieuré Saint-Nicolas de l'Hôstellerie, au village de l'Hôtellerie, situé à 1 km du manoir de Saint-Meleuc. Il avait également abandonné tous ses biens à Robert Pépin, abbé du Tronchet.

### XXesiècle-XXIesiècle

#### Les guerres duXXesiècle
Le monument aux morts porte les noms de 141 soldats morts pour la patrie :
- 97 sont morts durant la Première Guerre mondiale ;
- 39 sont morts durant la Seconde Guerre mondiale ;
- trois sont morts durant la guerre d'Algérie ;
- deux sont morts durant la guerre d'Indochine.

## Héraldique
| Blason de Pleudihen-sur-Rance | Blason  | D'azur à l'épée d'argent posée en bande, accompagnée à senestre d'un poignard du même en pal; au chef d'hermine. |
| Blason de Pleudihen-sur-Rance | Détails | Le statut officiel du blason reste à déterminer.                                                                 |
| Blason de Pleudihen-sur-Rance | Alias   | D'or au chef denché de six pièces de sable.                                                                      |

## Démographie
L'évolution du nombre d'habitants est connue à travers les recensements de la population effectués dans la commune depuis 1793. Pour les communes de moins de 10 000 habitants, une enquête de recensement portant sur toute la population est réalisée tous les cinq ans, les populations de référence des années intermédiaires étant quant à elles estimées par interpolation ou extrapolation. Pour la commune, le premier recensement exhaustif entrant dans le cadre du nouveau dispositif a été réalisé en 2008.

En 2022, la commune comptait 2 974 habitants, en évolution de +3,26 % par rapport à 2016 (Côtes-d'Armor : +1,78 %, France hors Mayotte : +2,11 %).
| 1793  | 1800  | 1806  | 1821  | 1831  | 1836  | 1841  | 1846  | 1851  |
| ----- | ----- | ----- | ----- | ----- | ----- | ----- | ----- | ----- |
| 4 384 | 4 917 | 4 453 | 4 449 | 4 869 | 4 530 | 4 728 | 4 823 | 4 884 |

| 1856  | 1861  | 1866  | 1872  | 1876  | 1881  | 1886  | 1891  | 1896  |
| ----- | ----- | ----- | ----- | ----- | ----- | ----- | ----- | ----- |
| 4 740 | 4 893 | 4 840 | 4 783 | 3 799 | 3 825 | 3 696 | 3 621 | 3 506 |

| 1901  | 1906  | 1911  | 1921  | 1926  | 1931  | 1936  | 1946  | 1954  |
| ----- | ----- | ----- | ----- | ----- | ----- | ----- | ----- | ----- |
| 3 354 | 3 345 | 3 193 | 3 093 | 2 946 | 2 910 | 2 758 | 2 586 | 2 467 |

| 1962  | 1968  | 1975  | 1982  | 1990  | 1999  | 2006  | 2008  | 2013  |
| ----- | ----- | ----- | ----- | ----- | ----- | ----- | ----- | ----- |
| 2 580 | 2 318 | 2 351 | 2 461 | 2 495 | 2 516 | 2 717 | 2 775 | 2 801 |

| 2018  | 2022  | - | - | - | - | - | - | - |
| ----- | ----- | - | - | - | - | - | - | - |
| 2 938 | 2 974 | - | - | - | - | - | - | - |

## Lieux et monuments

### Édifices religieux

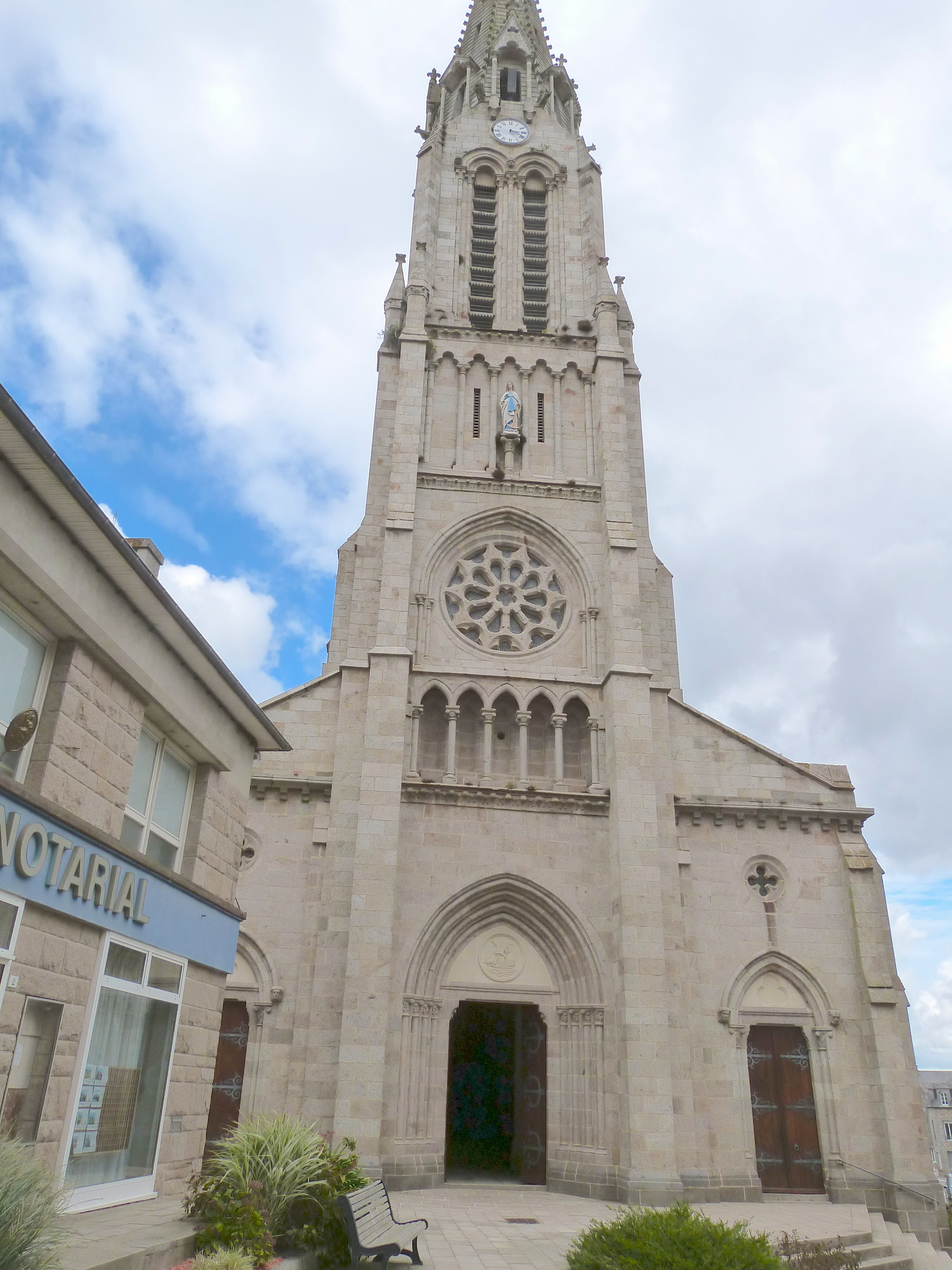
L'église Notre-Dame.

- L'église Notre-Dame a été entièrement restaurée[Quand ?].

### Édifices publics

#### Malouinières, manoirs et châteaux
- Château de la Ville Bodin.
- Manoir du Bouvet à Mordreuc. Le premier propriétaire en fût Jean Bouvet (1611-1684), seigneur de Maisonneuve, fils de Charles Bouvet de l'Hôpital, famille s'illustrant sans la marine aux XVIIIe et XIXe siècles, dont un des membres fut gouverneur de l'île Bourbon.
- Manoir de Saint-Meleuc, édifié au XVe siècle, ancienne résidence de la famille seigneuriale de Saint-Meleuc. Henri de Saint-Meleuc (1757-1794), royaliste, est impliqué dans la conspiration Magon de 1793, condamné à mort par le Tribunal révolutionnaire et guillotiné à Paris le 3 messidor an II (21 juin 1794)[36].

### Autres lieux
- Musée de la pomme et du cidre à La Ville Hervy.
- Le Verger, conservatoire.
- Port de Mordreuc.
- Plages de Mordreuc et de la Ville Ger.
- Vallée du Val Hervelin.
- Dolmen du bois de la Tougeais.
- Haras de la Touche Porée.

## Jumelages
- Herschbach (Allemagne) depuis 1979, voir Herschbach (de)

## Personnalités liées à la commune
- La famille Bouvet de La Maisonneuve, qui a donné 6 officiers de Marine et 2 femmes de lettres, est originaire de cette commune.
- Jean-Baptiste Charles Bouvet de Lozier (1706-1788), explorateur, administrateur colonial, navigateur, né et mort à Pleudihen-sur-Rance, dont une rue porte le nom[37].
- François-Julien Michel de La Morvonnais (1754-1815), homme politique né à Pleudihen, député d'Ille-et-Vilaine à l'Assemblée législative.
- Émile Bouétard (1915-1944), caporal dans les parachutistes SAS français, 1er mort du débarquement de Normandie le 6 juin 1944.
- Hippolyte de La Morvonnais, homme de lettres, mort le 4 juillet 1853 à Pleudihen-sur-Rance.
- François Gay (1922-2019), géographe.